# 孟邦
孟邦 是緬甸的一個邦，位於該國南部。薩爾溫江把邦分為南北兩部，西臨莫塔馬灣。面積12,155平方公里，人口2,466,000，主要為孟族。首府毛淡棉位於中部，北部和南部的中心分別為直通和耶城。有鐵路連接商業中心仰光。

## 行政區劃
孟邦下分4縣：
- 毛淡棉縣（မော်လမြိုင်ခရိုင်）
- 直通縣（သထုံခရိုင်）
- 耶县（ရေးခရိုင်）
- 斋托县（ကျိုက်ထိုခရိုင်）